# أوشيروي

الأوشيروي (白粉 Oshiroi) هو المسحوق المستخدم كبودرة أساسية في اليابان، في الغالب من قِبل ممثلي الكابوكي والغيشا، إلى جانب المايكو الخاصة بهن. وتعني حرفيًا «مسحوق أبيض»، في حين أن نطق أوشيروي يعني «أبيض» (shiroi) مع بادئة الشرف «أو».

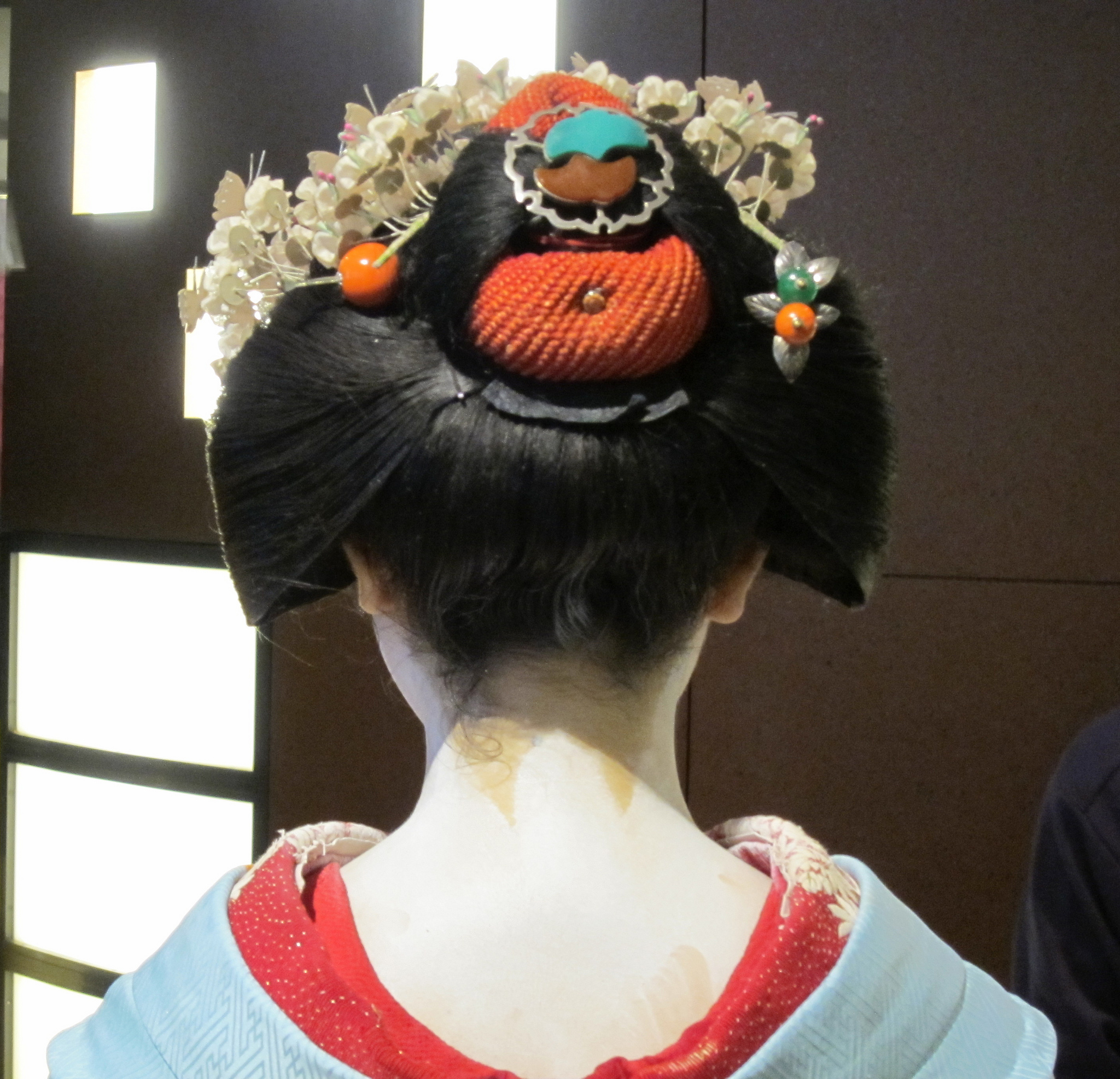
تسريحة شعر وريشينوبو للمايكو الصغيرة

يطبق الأشيروي على قاعدة من الشمع تسمى إشينيري (石練 ishineri)، حيث يطبق أولاً على الحواجب، قبل أن يطبق البينتسوكي bintsuke (شمع الوجه) في مكان آخر. يغطي هذا التطبيق كامل الوجه والرقبة، ثم الظهر إذا كانت سترتدي نوعًا من الكيمونو يسمى سوشيكي susohiki.

## الاستعمال
يختلف تطبيق الأوشيروي حسب المناسبة والاستخدام وأحيانًا المنطقة (من حيث الغيشا والمايكو).
تقوم كل من الجيشا والمايكو برسم الأوشيروي في الجزء الخلفي من الرقبة على نمط يسمى إري-آشي (襟足 eri-ashi) والتي تعني حرفيا «خطوط الرقبة» والتي تصف على وجه التحديد نمطًا من شرطين (خطين). بالنسبة للمناسبات الرسمية، يتم استخدام نمط ثلاثة أشرطة يدعى سنبون-آشي (三本足 sanbon-ashi) («ثلاثة أشرطة مدببة»). ويمكن رسم الإري-آشي يدويًا بفرشاة صغيرة، بينما يتم رسم السانبون-آشي باستخدام المرسام.
يقوم ممثلو الكابوكي بتطبيق الأوشيروي بكثافة، مما يخلق وجهًا أبيضاً ناصعًا مرئيًا لأبعد المقاعد في المسرح. ويمكن لممثل الكابوكي الذي يقوم بإجراء تغيير سريع بين الشخصيات أن يرسم ببساطة على مكياجه السابق، لأن الأوشيروي غير شفاف بحيث لن يكون المكياج السابق مرئيًا عليه.
بالنسبة إلى الجيشا والمايكو، يختلف تطبيق الأوشيروي اعتمادًا على العمر والمكانة والمنطقة، على الرغم من أنه لا يتم وضعه بكثرة كما هو واضح في مسارح الكابوكي. نظرًا لأن تطبيق الأوشيروي يمكن أن يمثل تحديًا، فقد تحتاج المايكو الأصغر سناً لوضع الأوشيروي في البداية إلى أمها («الأم» - الأكبر سناً أو الغيشا المتقاعدة التي تشرف على تدريبها) أو «أختها الكبرى». أما الغيشا الكبريات فيبدأن في وضع الأوشيروي بمستوى أقل مع مرور الوقت، وفي النهاية يضعنه فقط في المناسبات الخاصة والعروض المسرحية.
قد تقوم بعض متدربات الجيشا في بعض الأقاليم بمزج الأوشيروي الخاص بهم في تطبيق خفيف جدًا، بينما قد تطبقه أخريات في مناطق أخرى بشكل أكثر؛ وهذا يعتمد على ميول صاحبة المنزل وأسلوب الحي الذي يعملن فيه.

## التاريخ
في الماضي، كان نوع الأوشيروي المستخدم يحتوي على الرصاص الأبيض، والذي ينتهي في غالب الأحيان بتسمم بالرصاص. وتم بعد ذلك حظر استخدام الرصاص الأبيض في الماكياج في اليابان عام 1934.